# Eudocima materna
Eudocima materna là một loài bướm đêm thuộc họ Erebidae. Nó được tìm thấy ở large parts of the world, bao gồm New Guinea và Úc. Reports từ Hoa Kỳ, Canada và the French Antilles are now considered to be Eudocima apta.
Sải cánh dài khoảng 60 mm.

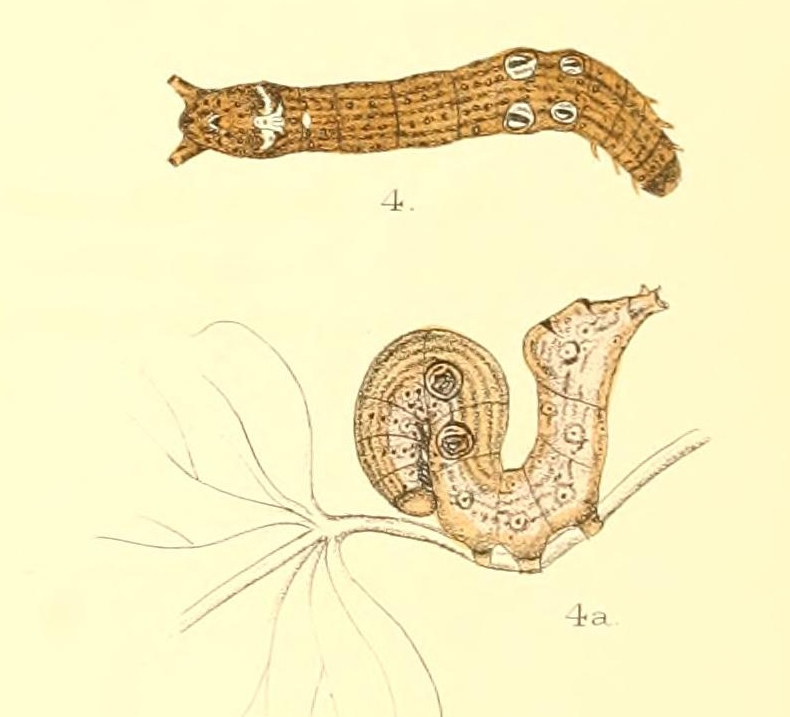
Ấu trùng

Ấu trùng ăn các loài Menispermaceae, bao gồm Tinospora smilacina và Legnephora moorei. Chúng được xem là loài gây hại cây cam quýt.
Vài tác giả xem Eudocima apta là một đồng âm của E. materna nhưng một số tác giả gần đây hơn xem apta là một loài Thế giới mới giống bề ngoài so với materna.

## Hình ảnh

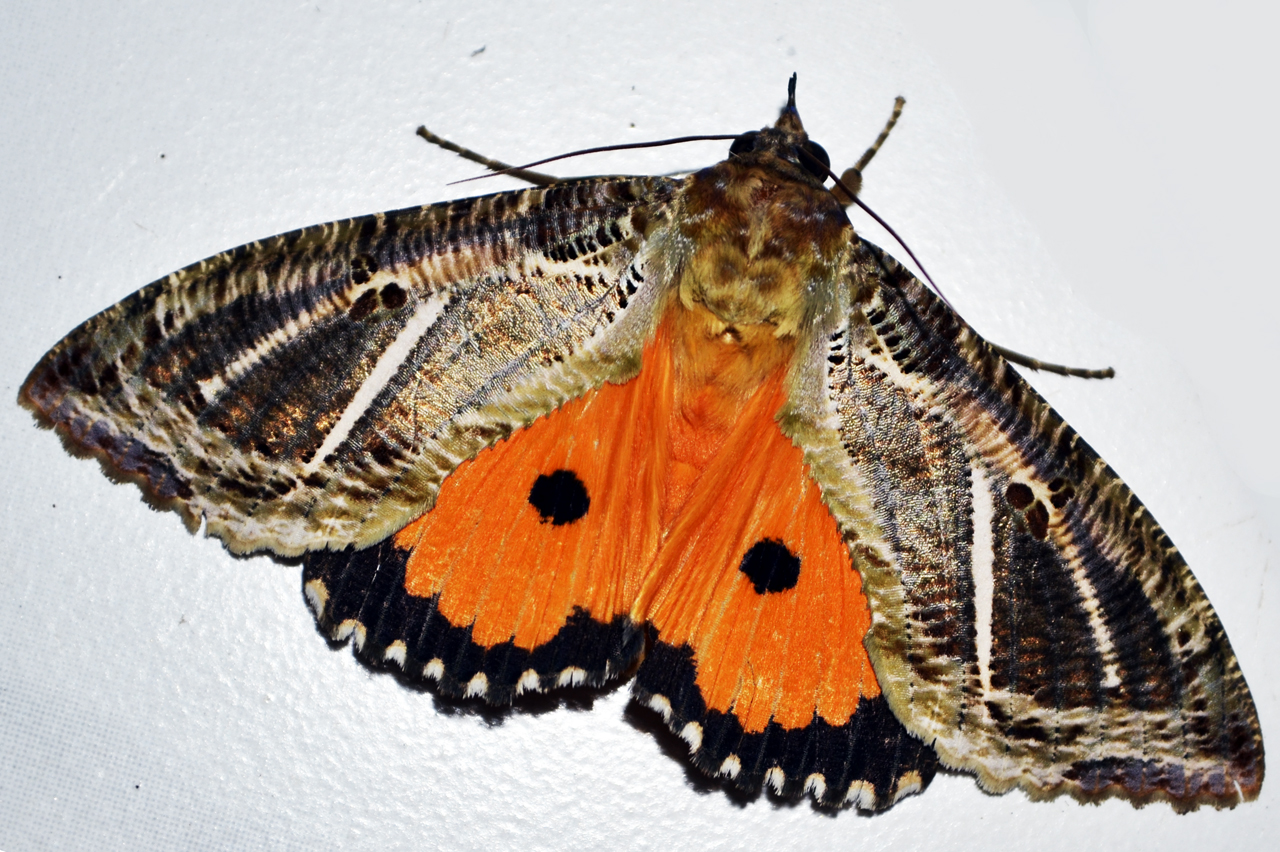
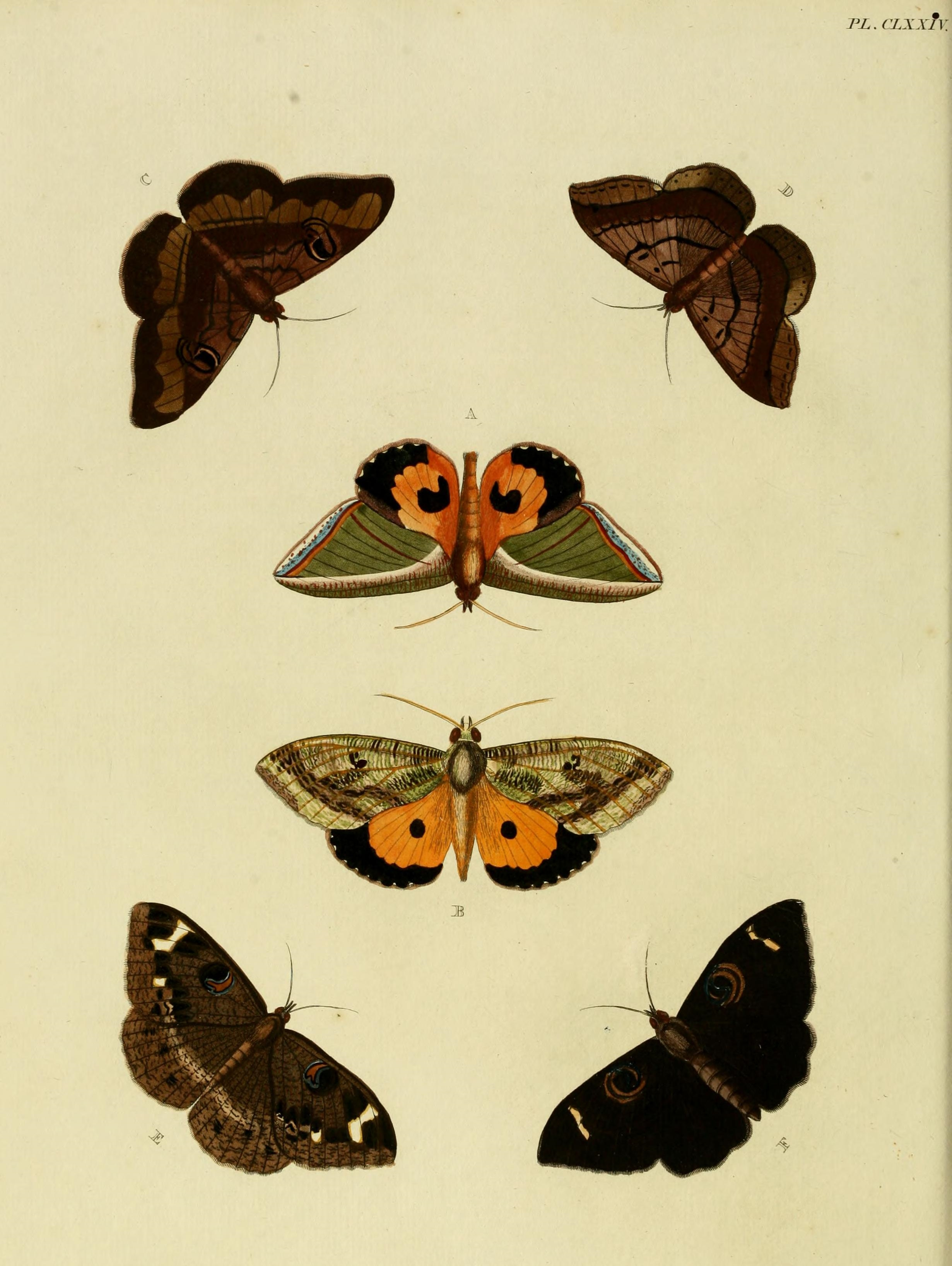
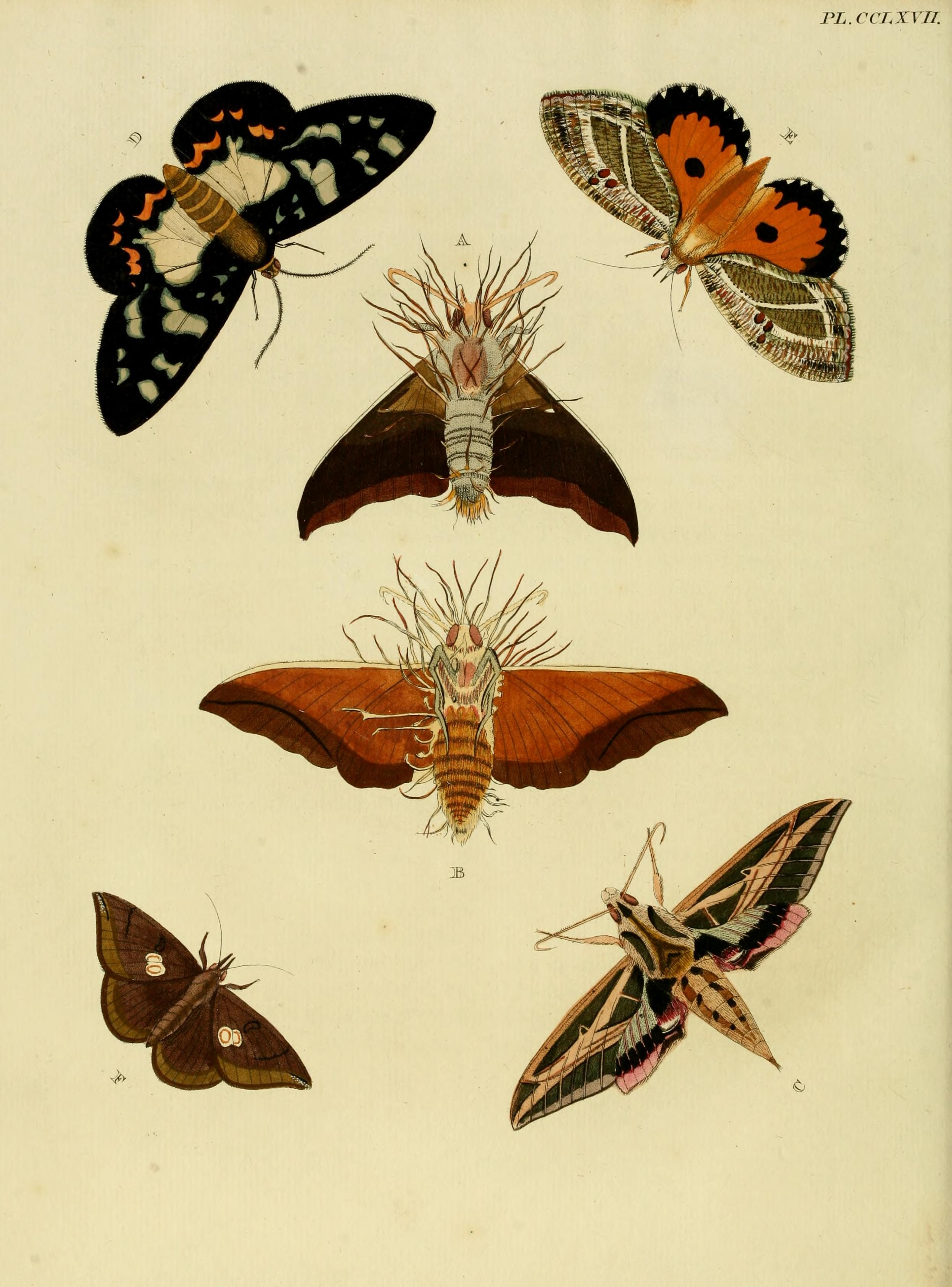
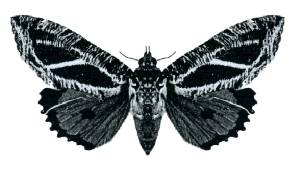